# Хедлам, Уолтер
Уолтер Джордж Хедлам (англ. Walter George Headlam, 15 февраля 1866, Лондон — 20 июня 1908) — британский ученый-антиковед и поэт, наиболее известен работой над «Мимиямбами» Герода. Его описывали как «одного из ведущих ученых-классиков своего времени».

## Молодость
Хедлам родился на Норфолк-сквер, 24, Гайд-парк, Лондон в 1866 году, и был вторым сыном Эдварда Хедлама (1824—1882), научного сотрудника колледжа Святого Иоанна в Кембридже, адвоката и директора Комиссии по государственной службе, и Мэри Энн Джонсон Хэдлам (урожденной Сауерби) (род. 1837). По материнской линии он был в родстве с Ричардом Бентли, магистром Тринити-колледжа в Кембридже, ученым-классиком.
Учился в школе Элстри в Хартфордшире и школе Харроу, где директором был доктор Генри Монтегю Батлер, позднее магистр Тринити-колледжа в Кембридже. Выпустившись из Харроу, Хедлам учился в Королевском колледже в Кембридже с 1884 по 1887 год, где он получил Диплом первой степени в Классических Трипо (спецкурс на факультете Античности), а также ряд других академических наград, включая семь медалей Брауна за греческие и латинские оды и эпиграммы и премию Порсона. В Кембридже он стал членом небольшого общества друзей, известного как T.A.F. Общество состояло из студентов Королевского колледжа и Тринити-колледжа, которые собирались каждое воскресенье вечером за ужином. Среди других участников были Джеймс Кеннет Стивен, Стэнли Мордаунт Литес, Монтегю Родс Джеймс и Генри Бабингтон Смит . Был избран членом Королевского колледжа в 1890 году, после чего он занял преподавательскую должность в колледже. Несмотря на свою эксцентричность и ученость, он был чрезвычайно популярен среди своих учеников, возможно, из-за их общего интереса к крикету, музыке и охоте.

## Академическая работа
С 1890 года Хедлам сосредоточил большую часть своей работы на древнегреческом трагике Эсхиле, публикуя переводы и статьи по его пьесам.
Хедлам получил степень магистра в 1891 году, а в 1903 году — степень Доктора литературы (Doctor of Letters) . В 1906 году он подал заявку на должность Королевского профессора кафедры греческого языка, одной из старейших кафедр Кембриджского университета, основанной еще Генрихом VIII в 1540 году. Застенчивый по натуре, к своему неудобству его заявление потребовало, чтобы он прочитал публичную лекцию, и он выбрал второй припев Агамемнона Эсхила. Хотя Хедлам не получил этого поста, он восхищался более успешным кандидатом, классицистом Генри Джексоном. Лекция Хедлама имела большой успех, и его имя стало известно в кругах ученых-классиков.
Глубоко интересовавшийся текстуальной критикой, «чтобы прояснить трудные отрывки, он исключительно широко читал греческие тексты классического и постклассического периодов». Часть недавно обнаруженных папирусов, содержащих греческие тексты, такие как Oxyrhynchus Papyri, привела к, возможно, самой известной его работе — изданию мимиямбов Герода, завершенному после его смерти Дилли Ноксом и опубликованному в 1922 году. Эта работа по-прежнему является важным источником информации для специалистов, и «по-прежнему остается наиболее подробной из существующих научных комментариев».
Помимо переводов с греческого на английский, Хедлам также писал стихи на английском. Многие из них были собраны его братом Сесилом Хедлэмом и опубликованы в 1910 году Вдобавок Уолтер Хедлам писал статьи для Британской энциклопедии 1911 года, подписывая свою работу «WGH». Его другом была Вирджиния Вульф, с которой он «недолго флиртовал». Незадолго до своей смерти он прочитал курс лекций в Лондоне и готовился к чтению в Кембридже серии лекций о греческих мыслителях.
Ученый-классик Джон Эдвин Сэндис в своей «Истории классической науки» (1908) писал о Хедламе: "Всего за девять дней до своей смерти он имел удовольствие встретить Виламовица, который во время своего краткого визита в Кембридж, сказал о некоторых греческих стихах Уолтера Хедлама, что, если бы они были обнаружены в египетском папирусе, они немедленно были бы признаны всеми учеными как подлинная греческая поэзия ".
Уолтер Джордж Хедлам внезапно скончался в больнице Святого Георгия в Лондоне в июне 1908 года от «внезапного заворота кишечника» после того, как заболел в отеле. Он был похоронен в Уиклифе, в Йоркшире, где находился дом семьи его матери.
Хедлам планировал опубликовать полное издание пьес Эсхила, но смерть помешала его завершению. Однако он оставил аннотированные копии текста, которые с тех пор используются учеными. Записи Хедлама были расшифрованы Джорджем Томсоном, который включил их в свое издание «Орестея Эсхила» (1938). Мартин Личфилд Уэст писал о Хедламе: «Многие из его предположений были необоснованными, но в все же они обладают глубиной и элегантностью, которых Виламовиц редко, если вообще когда-либо, достиг».

## Опубликованные работы
- Fifty Poems of Meleager, London: Macmillan and Co. (1890)
- On Editing Aeschylus: A Criticism, London: David Nutt (1891)
- The Suppliants of Aeschylus. Translated by Walter Headlam, M.A., George Bell & Sons (Bell’s Classical Translations) (1900)
- A Book of Greek Verse, Cambridge University Press (1907)
- Herodas: The Mimes and Fragments. With notes by Walter Headlam … Edited by A.D. Knox., Cambridge University Press (1922)